# Seznam ministrov za obrambo Finske
Seznam ministrov za obrambo Finske.